# Bokhörn
Bokhörn is een gehucht in de gemeente Midden-Groningen in de Nederlandse provincie Groningen. Bokhörn ligt ten noorden van Harkstede en Lageland, aan de driesprong van de Hamweg en de Luddeweersterweg met de Lagelandsterweg. Ten oosten en zuiden stroomt de Smerige Ae. Het gehucht is in het begin van de 20e eeuw ontstaan en bestaat uit vijf huizen en een boerderij.
De naam van het gehucht staat op geen enkele gedrukte kaart en is alleen herkenbaar aan een bordje dat een bewoner in de tuin heeft gezet. De uitgang -hörn betekent 'hoek' en verwijst naar de ligging van de plek. Waar 'bok' naar verwijst is niet bekend.
Dorpen: Borgercompagnie · Foxhol · Froombosch · Harkstede · Hellum · Hoogezand · Kiel-Windeweer · Kolham · Kropswolde · Luddeweer · Meeden · Muntendam · Noordbroek · Overschild · Sappemeer · Scharmer · Schildwolde · Siddeburen · Slochteren · Steendam · Tripscompagnie · Tjuchem · Waterhuizen · Westerbroek · Woudbloem · Zuidbroek

Buurtschappen: Achterdiep · Akkereinden · Ayngehorn · Beneden Veensloot · Blokum · Bokhörn · Borgweg · Boven Veensloot (deels) · Bovenhuizen · Bovenstreek · Buitenhuizen · Denemarken · Drukkebuurt · Duurkenakker · Eelshuis · Foxham · Foxholsterbosch · Gaarland · Gaarveen · De Hammen · Den Ham · Hamweg · Heerenlaan · Heidenschap · De Hole · Huisweeren · Jagerswijk · Kalkwijk · Kiel · Klein Harkstede (deels) · Kleinemeer · 't Klooster · Korengarst · Kostverloren · Lageland · Langewijk · Leentjer · Lula · Medumertol · Nieuwe Compagnie · Noordbroeksterhamrik · Noordbroeksterveen · Oosterweeren · Oostwold · Oude Verlaat · De Paauwen · Roeksweer · Ruiten · Schaaphok · Schildland ·  Siddebuursterveen · Spitsbergen · Stootshorn · Tusschenloegen · Tussenklappen · Uiterburen · Uitham · Veendijk · Het Veen · 't Veen · Veenhuizen · Vossenburg · Weereweg · Westeind · Wilderhof · Windeweer · Winkelhoek · Wolfsbarge · De Zanden · Zandwerf · Zuiderveen 

Wijk: Gorecht · Gouden Driehoek · Martenshoek · Meerwijck · Ruitershorn · Rengerspark · Sappemeer-Noord · De Vosholen · Woldwijck · Zuiderpark

Groningen: Steden en dorpen      Nederland: Provincies · Gemeenten